# Liwiidae
I liwiidi (Liwiidae) sono una famiglia di artropodi estinti, vissuti tra il Cambriano e l'Ordoviciano (520 - 450 milioni di anni fa). I loro resti sono stati ritrovati in Europa, Groenlandia e Africa.

## Descrizione
Questi artropodi erano piuttosto simili a trilobiti, e possedevano un corpo lungo una decina di centimetri formato da una grande testa tondeggiante, alcuni segmenti centrali e una grande coda, anch'essa generalmente tondeggiante. La bizzarra forma del capo ricorda quella di Naraoia, un altro artropode piuttosto simile proveniente dal Nordamerica e dalla Cina. A differenza di Naraoia, i liwiidi possedevano segmenti mediani e in questo assomigliavano ai trilobiti.

## Classificazione
Senza dubbio i liwiidi erano artropodi acquatici appartenenti agli aracnomorfi, e la forma del corpo li pone sulla stessa linea evolutiva che conduce ai trilobiti. Le maggiori affinità sono con i naraoiidi (entrambi senza occhi e sprovvisti di un asse ben definito e calcificato). I liwiidi, contrariamente ad altri gruppi di artropodi del Cambriano, non sono presenti nei ben noti giacimenti di Burgess Shales e Maotianshan, ma sono stati rinvenuti in altri giacimenti meno noti (Liwia è stato ritrovato in Polonia, Tariccoia in Sardegna, Buenaspis in Groenlandia e Soomaspis in Sudafrica) e sono sopravvissuti fino all'Ordoviciano.